# Cezary Komisarz
Cezary Komisarz (ur. 1972) – polski duchowny protestancki, w latach 2016–2020 prezbiter naczelny (zwierzchnik) Kościoła Ewangelicznych Chrześcijan w RP.

## Życiorys
Jest wiceprezesem Zarządu Nowogardzkiego Forum Organizacji Pozarządowych. Jako działacz charytatywny był między innymi współorganizatorem lokalnych półkolonii dla młodzieży i Spotkań Wigilijnych dla Samotnych w Nowogardzie. Od 1996 jest pastorem nowogardzkiego zboru KECh. 9 października 2016 został ordynowany na urząd prezbitera KECh, zaś 2 kwietnia 2016 podczas XII Synodu Kościoła Ewangelicznych Chrześcijan w RP został wybrany na Prezbitera Naczelnego KECh. Wraz z innymi przywódcami polskich Kościołów ewangelikalnych opowiedział się w otwartym liście przeciwko deklaracji LGBT+ podpisanej przez prezydenta Warszawy Rafała Trzaskowskiego. W 2020 upłynęła jego kadencja na stanowisku prezbitera naczelnego KECh. W kadencji 2020–2024 jest sekretarzem Rady Kościoła oraz koordynatorem międzynarodowym.